# Redditi fondiari
I redditi fondiari, disciplinati dal Capo II, Artt. 25 - 43, D.P.R. 22 dicembre 1986 n. 917, sono quelli inerenti ai terreni e ai fabbricati, situati nel territorio dello Stato, che sono o devono essere iscritti, con attribuzione di rendita, nel catasto dei terreni o nel catasto edilizio urbano (Art. 25, c. 1, D.P.R.917/1986).
I redditi fondiari concorrono, indipendentemente dalla percezione, a formare il reddito complessivo dei soggetti che possiedono gli immobili a titolo di proprietà, enfiteusi, usufrutto o altro diritto reale per il periodo di imposta in cui si è verificato il possesso (Art. 26, c. 1, D.P.R. 917/1986).
Nei casi di comproprietà sull'immobile il reddito fondiario concorre a formare il reddito complessivo di ciascun soggetto per la propria parte (Art. 26, c. 2, D.P.R. 917/1986).
Se poi il possesso dell'immobile è stato trasferito, anche in parte, nel corso del periodo di imposta, il reddito fondiario concorre a formare il reddito complessivo di ciascun soggetto proporzionalmente alla durata del suo possesso (Art. 26, c. 3, D.P.R. 917/1986).
I redditi fondiari possono essere di tre tipi (Art. 25, c. 2, D.P.R. 917/1986):
- redditi dominicali dei terreni;
- redditi agrari;
- redditi di fabbricati.

## Riferimenti normativi
- Decreto del Presidente della Repubblica 22 dicembre 1986, n. 917 - Approvazione del testo unico delle imposte sui redditi.
- Art. 3 del Decreto legislativo 18 dicembre 1997, n. 471 - Riforma delle sanzioni tributarie non penali in materia di imposte dirette, di imposta sul valore aggiunto e di riscossione dei tributi, a norma dell'articolo 3, comma 133, lettera q) , della legge 23 dicembre 1996, n. 662.
- Art. 3-quinquies del Decreto-Legge 30 aprile 2019, n. 34 - Misure urgenti di crescita economica e per la risoluzione di specifiche situazioni di crisi.